# Rue des Remparts (Québec)
Pour les articles homonymes, voir Rue des Remparts.
La rue des Remparts est une voie de la ville de Québec.

## Situation et accès
Elle est située en bordure de la Haute-Ville dans le Vieux-Québec.
Cette voie s'étend du parc Montmorency à la côte du Palais. En forme d'arc de cercle elle est longue de 800 m.

## Origine du nom
Elle tire son nom des remparts érigés sur la falaise pour défendre la ville.

## Historique
Son tracé date du milieu du XVIIIe siècle. La muraille a été construite entre 1786 et 1811. Sa hauteur a été abaissée en 1878.

## Bâtiments remarquables et lieux de mémoire
Ornée de canons, elle offre une vue panoramique sur la Basse-Ville, le fleuve Saint-Laurent et les Laurentides.

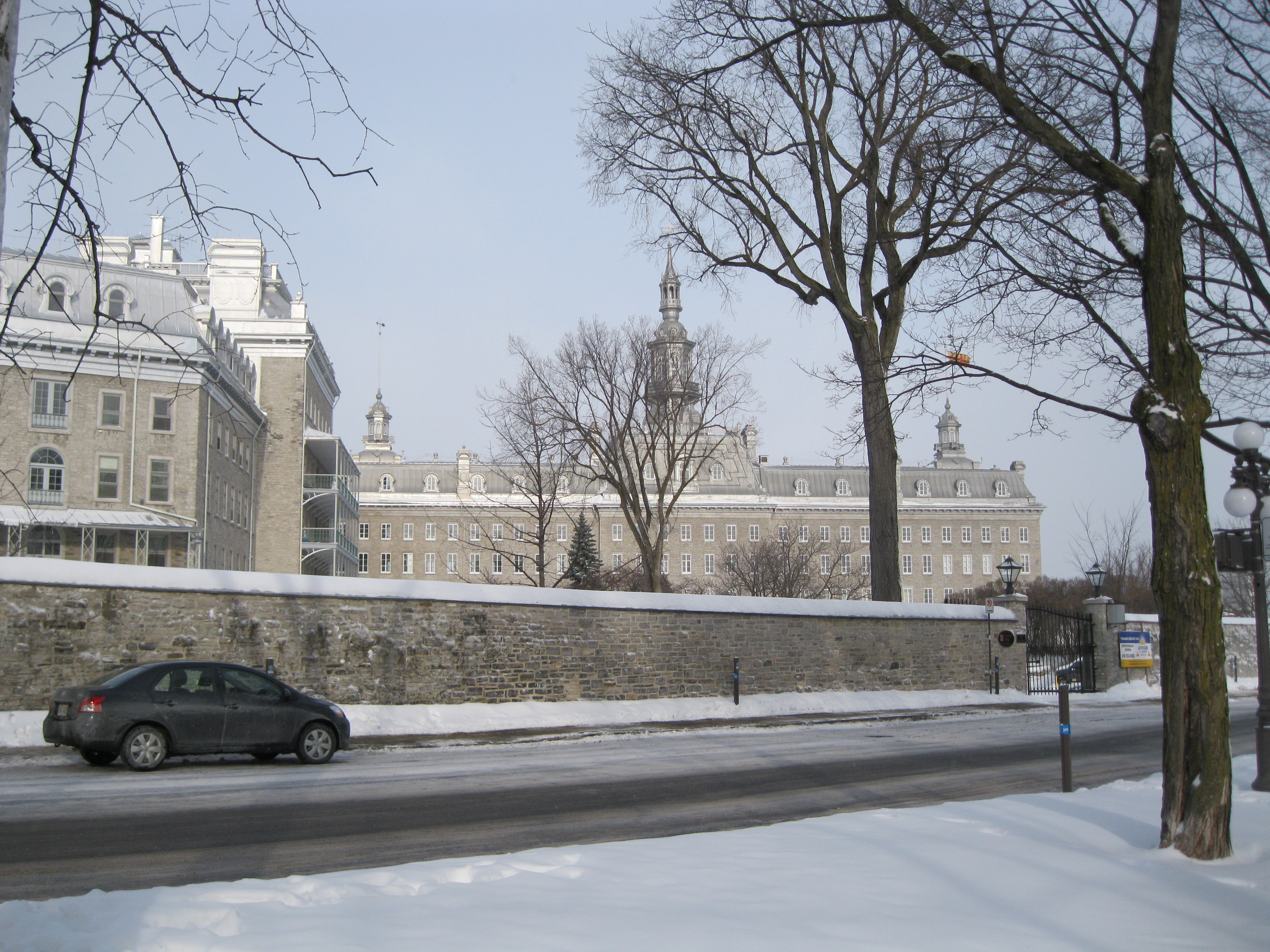
Séminaire de Québec
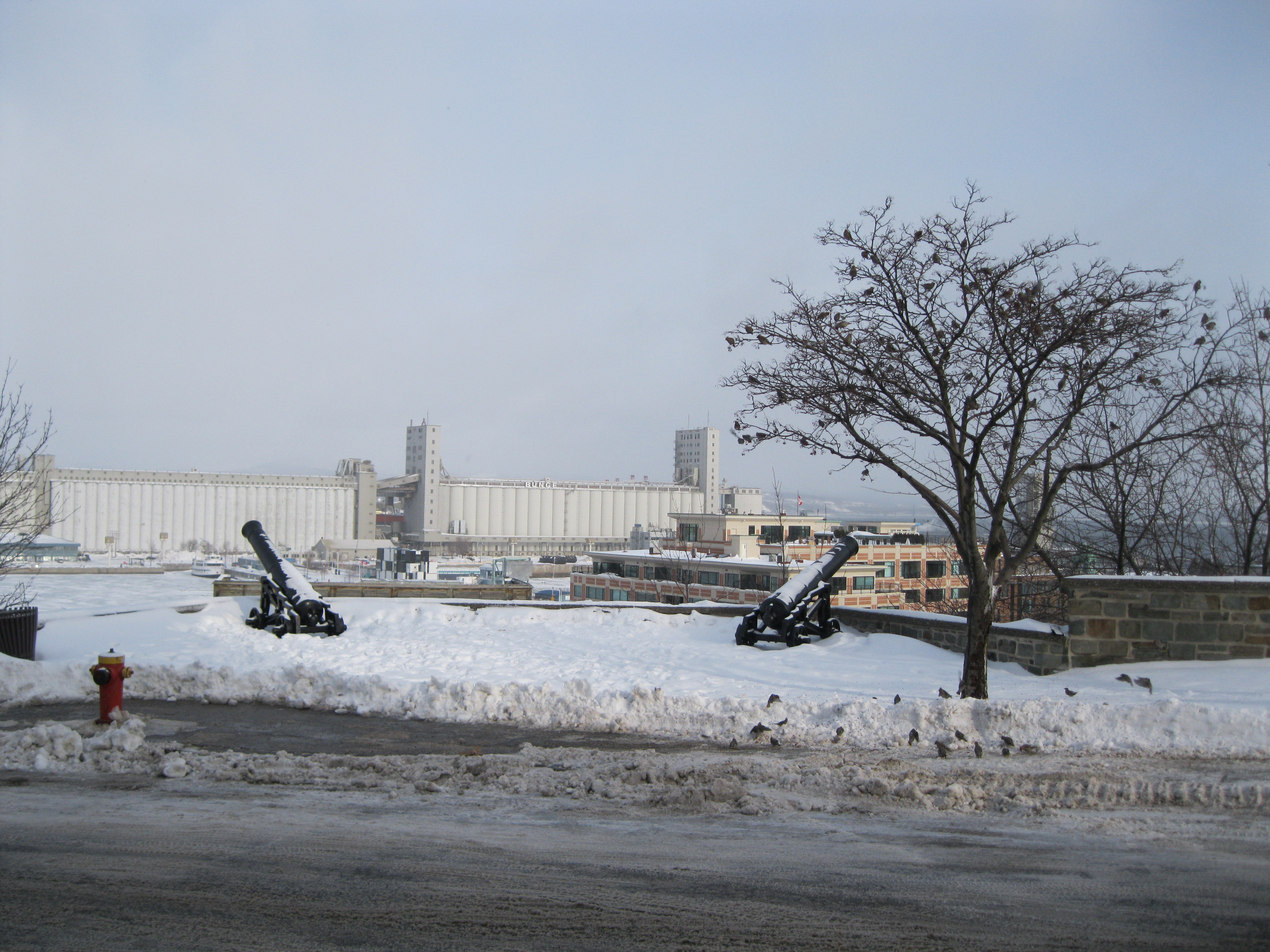
Canons

Se trouvent sur la rue des Remparts des bâtiments qui font partie du patrimoine culturel.
- no 1 : Séminaire de Québec
- no 33 : Maison Étienne-Marchand, construite en 1721-1722[3]
- no 41 : Maison Letellier[4]
- no 45-51 : Maison Louis-Joseph-De Montcalm[5]
- no 75 :
  - Aile du jardin du Monastère des Augustines de l'Hôtel-Dieu de Québec[6]
  - Aile du noviciat du Monastère des Augustines de l'Hôtel-Dieu de Québec[7]